# RuPaul's Drag Race (terza edizione)
La terza edizione di RuPaul's Drag Race è andata in onda negli Stati Uniti a partire dal 24 gennaio 2011 sulla rete televisiva LogoTv. In Italia è stata trasmessa su Fox Life. A questa edizione hanno partecipato tredici concorrenti. La colonna sonora utilizzata durante la sfida principale è stata Champion mentre per i titoli di coda è stata utilizzata Main Event, entrambe tratte dall'album Champion di RuPaul.
In questa edizione Michelle Visage prese il posto di Merle Ginsberg tra i giudici mentre Billy Brasfield (meglio conosciuto come Billy B), Mike Ruiz, e Jeffrey Moran presero il posto di Santino Rice in vari episodi. Mike Ruiz comparve in due puntate, Jeffrey Moran in un solo episodio, mentre Billy B in cinque puntate e per questo viene considerato come un giudice fisso di questa edizione. Altri cambi si sono registrati nel format del programma: per la prima volta una concorrente che ha preso parte ad una edizione precedente è ritornata nel cast e ad una concorrente già eliminata nel corso dell'edizione è stata data una seconda possibilità ritornando in gara.
Come nell'edizione precedente, anche in questa edizione ogni puntata è seguita da un episodio di RuPaul's Drag Race Untucked, in cui vengono mostrate immagini del backstage.
Raja, vincitrice dell'edizione, ha ricevuto come premio 75000 $, una fornitura a vita di cosmetici della KRYOLAN, la partecipazione come artista principale nel Logo's Drag Race Tour featuring Absolut Vodka cocktails e una corona di Fierce Drag Jewels. Yara Sofia ha vinto il titolo di Miss Simpatia.
Mimi Imfurst, Manila Luzon, Alexis Mateo e Yara Sofia prenderanno poi parte alla prima edizione di RuPaul's Drag Race All Stars, Shangela alla terza, Manila Luzon parteciperà nuovamente alla quarta, Alexis Mateo, India Ferrah e Mariah Balenciaga alla quinta., Yara Sofia prenderà nuovamente parte alla sesta edizione, Raja tornerà nella settima edizione e Alexis Mateo competerà nuovamente nella seconda edizione di Canada's Drag Race: Canada vs the World.
Nel dicembre 2011 Amazon.com ha pubblicato questa serie in DVD tramite il loro CreateSpace program.

## Concorrenti
Le tredici concorrenti che hanno partecipato al reality show sono state:
| Concorrente          | Vero nome            | Età | Città                          | Posizionamento |
| -------------------- | -------------------- | --- | ------------------------------ | -------------- |
| Raja                 | Sutan Amrull         | 36  | Los Angeles – California       | Vincitrice     |
| Manila Luzon         | Karl Westerberg      | 28  | New York – New York            | 2º posto       |
| Alexis Mateo         | Alexis Mateo Pacheco | 30  | Saint Petersburg – Florida     | 3º posto       |
| Yara Sofia           | Gabriel Burgos Ortiz | 26  | Manatí – Porto Rico            | 4º posto       |
| Carmen Carrera       | Carmen Carrera       | 25  | Elmwood Park – New Jersey      | 5º posto       |
| Shangela             | D.J Pierce           | 29  | Los Angeles – California       | 6º posto       |
| Delta Work           | Gabriel Villarreal   | 34  | Norwalk – California           | 7º posto       |
| Stacy Layne Matthews | Stacy Jones          | 25  | Back Swamp – Carolina del Nord | 8º posto       |
| Mariah               | Elijah Kelly         | 29  | Atlanta – Georgia              | 9º posto       |
| India Ferrah         | Shane Richardson     | 23  | Dayton – Ohio                  | 10º posto      |
| Mimi Imfurst         | Braden Chapman       | 27  | New York – New York            | 11º posto      |
| Phoenix              | Brian Trapp          | 29  | Atlanta – Georgia              | 12º posto      |
| Venus D-Lite         | Adam Guerra          | 26  | Los Angeles – California       | 13º posto      |

## Tabella eliminazioni
| Ordine | Episodi  | Episodi  | Episodi  | Episodi  | Episodi  | Episodi  | Episodi  | Episodi  | Episodi  | Episodi  | Episodi | Episodi | Episodi      |  |
| Ordine | 2        | 3        | 4        | 5        | 6        | 7        | 8        | 9        | 10       | 11       | 12      | 13      | 15           |  |
| ------ | -------- | -------- | -------- | -------- | -------- | -------- | -------- | -------- | -------- | -------- | ------- | ------- | ------------ |  |
| 1      | Raja     | Alexis   | Alexis   | Manila   | Stacy    | Raja     | Shangela | Alexis   | Raja     | Yara     | Manila  | Manila  | Raja         |  |
| 2      | Manila   | Shangela | Stacy    | Shangela | Alexis   | Delta    | Yara     | Shangela | Manila   | Manila   | Alexis  | Raja    | Manila Luzon |  |
| 3      | Mimi     | Yara     | Yara     | Alexis   | Raja     | Manila   | Raja     | Manila   | Yara     | Raja     | Yara    | Alexis  | Alexis Mateo |  |
| 4      | Yara     | Mimi     | Raja     | Delta    | Manila   | Yara     | Carmen   | Raja     | Alexis   | Alexis   | Raja    | Yara    |              |  |
| 5      | Alexis   | Stacy    | Manila   | Carmen   | Carmen   | Shangela | Alexis   | Yara     | Shangela | Shangela | Carmen  |         |              |  |
| 6      | Stacy    | Mariah   | Carmen   | Yara     | Shangela | Carmen   | Manila   | Carmen   | Carmen   |          |         |         |              |  |
| 7      | Mariah   | India    | Shangela | Raja     | Yara     | Alexis   | Delta    |          |          |          |         |         |              |  |
| 8      | India    | Manila   | Delta    | Mariah   | Delta    | Stacy    |          |          |          |          |         |         |              |  |
| 9      | Delta    | Raja     | Mariah   | Stacy    | Mariah   |          |          |          |          |          |         |         |              |  |
| 10     | Phoenix  | Carmen   | India    | India    |          |          |          |          |          |          |         |         |              |  |
| 11     | Carmen   | Delta    | Mimi     |          |          |          |          |          |          |          |         |         |              |  |
| 12     | Shangela | Phoenix  |          |          |          |          |          |          |          |          |         |         |              |  |
| 13     | Venus    |          |          |          |          |          |          |          |          |          |         |         |              |  |

Legenda:
     La concorrente ha vinto la gara
     La concorrente si è piazzata al secondo posto
     La concorrente si è piazzata al terzo posto
     La concorrente ha vinto la puntata
     La concorrente figura tra le prime ma non ha vinto la puntata
     La concorrente è salva e accede alla puntata successiva (l'ordine di chiamata è casuale)
     La concorrente figura tra le ultime due ed è a rischio eliminazione
     La concorrente figura tra le ultime ma non è a rischio eliminazione
     La concorrente è stata eliminata
     La concorrente è tornata in competizione ma è stata eliminata nuovamente

## Giudici
- RuPaul
- Santino Rice
- Michelle Visage
- Billy B

### Giudici ospiti
- Mike Ruiz
- Wayne Brady
- Margaret Cho
- Eliza Dushku
- Carmen Electra
- Fantasia Barrino
- Gigi Levangie Grazer
- La Toya Jackson
- Debbie Matenopoulos

- Jeffrey Moran
- Arden Myrin
- Sharon Osbourne
- Susan Powter
- Amber Rose
- Rita Rudner
- Sara Rue
- Chloë Sevigny
- Cheryl Tiegs

- Lily Tomlin
- Alessandra Torresani
- Aisha Tyler
- Bruce Vilanch
- Jody Watley
- Johnny Weir
- Vanessa Williams

## Riassunto episodi

### Episodio 1 -Casting Extravaganza
Nella prima puntata della serie vengono mostrate immagini e contenuti inediti relativi ai casting delle concorrenti per la terza edizione, quali i provini delle concorrenti entrate nel cast dell'edizione, e i provini delle drag che non sono state selezionate. Alcune di loro saranno comunque concorrenti delle future edizioni del programma, come Chad Micheals e Madame LaQueer, concorrenti della quarta edizione, Alaska e Detox, che prenderanno parte alla quinta edizione, Joslyn Fox che parteciperà alla sesta edizione, Katya Zamolodchikova, Sasha Belle e Mrs. Kasha Davis, che verranno selezionati per la settima edizione, o Nina West, che parteciperà all'undicesima.

### Episodio 2 -The Queen Who Mopped Xmas
- La mini sfida: La puntata si apre con l'ingresso di tutte le concorrenti, partendo con Delta Work e finendo con Raja. RuPaul incontra i concorrenti e spiega loro che il tema di questa prima puntata è il Natale e che per loro c'è un pacco speciale. Viene introdotta così una grande scatola dalla quale esce fuori Shangela Laquifa Wadley, che sarà la tredicesima concorrente e quindi la prima nella storia del programma a partecipare a due edizioni dopo aver superato i casting per due volte. Le concorrenti sono poi chiamate a posare in un servizio fotografico a tema natalizio con un trampolino su cui saltare. Mike Ruiz è il fotografo che dà le direttive alle concorrenti. Raja viene dichiarata vincitrice della mini sfida.
- La sfida principale: RuPaul accompagna le concorrenti in un negozio di abiti usati nel quale dovranno fare acquisti avendo un budget di 50 dollari e soli dieci minuti. Raja, avendo vinto la mini-sfida, ha diritto a un bonus di 25 dollari extra. Le concorrenti dovranno poi realizzare un outfit a tema natalizio utilizzando i vestiti appena comprati e le decorazioni che troveranno una volta ritornati nello studio. Giudici ospiti della puntata sono Vanessa Williams, Mike Ruiz e Bruce Vilanch che si aggiungono a Santino Rice e Michelle Visage, che fa il suo debutto come giudice fisso del programma. Subito dopo la sfilata RuPaul comunica che Alexis, Yara, Delta, Stacy, Mariah, Phoenix e India sono salve. Raja è la vincitrice, Mimi e Manila sono tra le migliori. Shangela e Venus D-Lite sono le peggiori della puntata mentre Carmen è nelle ultime posizioni.
- L'eliminazione: Le peggiori della sfida vengono chiamate ad esibirsi con la canzone The Right Stuff  di Vanessa Williams. Venus D-Lite viene eliminata, mentre Shangela può continuare nella competizione.

### Episodio 3 -Queens in Space
- La mini sfida: Per la mini sfida le concorrenti devono dividersi in squadre da due, scegliendo la persona con la quale si sentono più in sintonia. Le squadre che si vengono a formare sono: Raja e Delta, Mariah e Phoenix, Carmen e Manila, Alexis e Stacy, Shangela e India e Mimi e Yara. Viene poi posizionato tra di loro un pannello e vengono fatte delle domande circa l'abbigliamento della compagna. La squadra con il maggior numero di risposte esatte è quella di Mariah e Phoenix. Esse sono dichiarate caposquadra scegliendo le concorrenti di due gruppi che si affronteranno nella sida principale.
- La sfida principale: le concorrenti, divise in due squadre, devono realizzare i trailer per i film sci-fi della saga di Drag Queens in Outer Space. Mariah e Phoenix, come capitane, devono anche assegnare i ruoli.

| Personaggio   | Squadra Phoenix | Squadra Mariah    |
| ------------- | --------------- | ----------------- |
| Boobarella    | Delta           | Mariah            |
| Hermaphrodite | Raja            | Mimi              |
| Tweaker       | Manila          | Yara              |
| Lady TaTa     | Phoenix         | Stacy             |
| Twinbots      | Carmen & India  | Alexis & Shangela |

Giudici ospiti della puntata sono Alessandra Torresani e Lily Tomlin. La squadra di Mariah è la migliore e tutte le concorrenti in questa squadra sono salve. RuPaul dicchiara Alexis e Shangela migliori della sfida. Le altre sono a rischio eliminazione. Dopo le critiche da parte dei giudici Delta e Phoenix risultano le peggiori, mentre Raja, Manila, Carmen e India sono salve.
- L'eliminazione: Delta e Phoenix si esibiscono in payback con la canzone Bad Romance di Lady Gaga. Phoenix viene eliminata, mentre Delta può continuare nella competizione.

### Episodio 4 -Totally Leotarded
- La mini sfida: Le concorrenti vengono divise in squadre: Carmen e Manila, Yara e Raja, Alexis e Mariah, Delta, Mimi e Stacy e infine Shangela e Indiah. Per questa mini sfida devono creare un look sportivo utilizzando solo nastri adesivi colorati. Carmen e Manila sono la squadra vincente e diventano capitani delle squadre per la sfida principale.
- La sfida principale: le concorrenti, divise in due gruppi, devono registrare dei video ginnici. Manila scelta Raja, Stacy, Mimi, Shangela e Alexis, mentre Carmen sceglie Delta, India, Yara e Mariah. Le capitane devono anche decidere quale esercizio ogni concorrente deve mostrare e l'outfit da indossare. Giudici ospiti della puntata sono La Toya Jackson, Susan Powter e Billy B (che prende il posto di Santino Rice in questa puntata). Il tema per la sfilata è "la miglior parte", in cui le concorrenti devono indossare un outfit che evidenzi la parte migliore del loro fisico. Mimi e India vengono dichiarate le peggiori. Delta, Raja, Manila, Carmen e Shangela sono salve. Stacy e Yara ricevono ottime critiche posizionandosi tra le migliori, ma è Alexis la vincitrice della puntata; Mariah viene criticata per non essersi abbastanza sforzata nell'esecuzione.
- L'eliminazione: Mimi e India si esibiscono in playback sulle note della canzone Don't Leave Me This Way di Thelma Houston. India si dirige al tavolo dei giudici così Mimi decide di prendere India sulla spalle e di riportarla sul palcoscenico. RuPaul rimprovera Mimi dicendole che "drag non è uno sport fisico" e dichiarandola eliminata dalla competizione. Così India prosegue.

### Episodio 5 -QNN News
- La mini sfida: Le concorrenti devono creare, in soli dieci minuti, un outfit per una foto compromettente su un red carpet. Carmen e Stacy sono dichiarate vincitrici e diventano capitane delle squadre per la sfida principale.
- La sfida principale: Per la sfida principale le due squadre devono realizzare uno show mattutino chiamato The Morning After News dove ognuna delle concorrenti interpreta un ruolo preciso. Le concorrenti, durante la registrazione dello show, vengono aiutate da RuPaul e da Debbie Matenopoulos. Inoltre ognuna delle squadre deve fare un'intervista a Kristin Cavallari.

| Personaggio              | Squadra Stacy | Squadra Carmen |
| ------------------------ | ------------- | -------------- |
| Conduttrice televisiva 1 | Stacy         | Raja           |
| Conduttrice televisiva 2 | Alexis        | Delta          |
| Meteorologa              | Yara          | India          |
| Reporter di gossip       | Shangela      | Carmen         |
| Reporter                 | Mariah        | Manila         |

Giudici ospiti sono Billy B (che prende nuovamente il posto di Santino Rice), Chloë Sevigny e Debbie Matenopoulos. Il tema per la sfilata è "miglior drag look", dove ogni concorrente deve sfilare al meglio del suo guardaroba. Manila è la vincitrice della sfida. India e Stacy sono lo peggiori mentre le altre sono salve.
- L'eliminazione: India e Stacy si esibiscono con la canzone Meeting in the Ladies Room  delle Klymaxx. Stacy si salva mentre India viene eliminata dalla gara.

### Episodio 6 -The Snatch Game
- La mini sfida: Per la mini sfida le concorrenti giocano a RuPaul dice, cercando di indovinare frasi che RuPaul ha detto. La vincitrice ha la possibilità di fare una chiamata a casa. Delta vince la sfida, ma decide di dare l'opportunità della telefonata a Shangela.
- La sfida principale: Per la loro sfida principale le concorrenti prendono parte allo Snatch Game, impersonando un celebrità in una parodia dello show americano The Match Game. Stacy, che originariamente aveva intenzione di interpretare Anna Nicole Smith, cambia dopo le critiche ricevute da RuPaul. Aisha Tyler e Amber Rose sono le concorrenti fittizie del gioco, mentre le drag rappresentano le celebrità ospiti che devono completare delle frasi dando delle risposte estemporanee più divertenti possibili. Le celebrità scelte dai concorrenti sono:

| Concorrente          | Celebrità impersonata |
| -------------------- | --------------------- |
| Alexis Mateo         | Alicia Keys           |
| Carmen Carrera       | Jennifer Lopez        |
| Delta Work           | Cher                  |
| Manila Luzon         | Imelda Marcos         |
| Raja                 | Tyra Banks            |
| Mariah               | Joan Crawford         |
| Shangela             | Tina Turner           |
| Stacy Layne Matthews | Mo'Nique              |
| Yara Sofia           | Amy Winehouse         |

Giudici ospiti della puntata sono Aisha Tyler e Amber Rose. Delta e Mariah sono considerate le peggiori della prova e sono a rischio eliminazione. Stacy, che riceve ottimi giudizi, è la vincitrice della sfida. Raja e Alexis sono tra le migliori e si salvano. Yara è tra le peggiori ma non è a rischio eliminazione. Le altre (Shangela, Carmen e Manila) sono salve.
- L'eliminazione: Mariah e Delta si esibiscono in playback sulle note di Looking for a New Love di Jody Watley. Mariah viene eliminata e Delta prosegue.

### Episodio 7 -Face, Face, Face of Cakes
- La mini sfida: Per la mini sfida le concorrenti devono posare nude per un servizio fotografico con la fotografa Deborah Anderson. Carmen vince la sfida.
- La sfida principale: Le concorrenti hanno il compito di creare un look ispirato a una torta. Avendo vinto la mini sfida Carmen ha il compito di assegnare ai concorrenti i singoli tipi di torta da rappresentare.

| Concorrente          | Torta assegnata             |
| -------------------- | --------------------------- |
| Alexis Mateo         | Cheesecake                  |
| Carmen Carrera       | Princess Cake               |
| Delta Work           | Angel Food Cake             |
| Manila Luzon         | Torta alle carote           |
| Raja                 | Torta al cioccolato         |
| Shangela             | Torta rovesciata all'ananas |
| Stacy Layne Matthews | Red velvet                  |
| Yara Sofia           | Shortcake                   |

Giudici ospiti della puntata sono Billy B (al posto di Santino Rice), Sara Rue e Eliza Dushku. Raja, Manila e Delta ricevono i migliori giudizi, anche Yara riceve giudizi positivi, mentre il look di Stacy viene definito poco couture, Shangela viene criticata per il make-up da principiante, mentre Alexis per il design dell'abito. Manila e Delta sono salve, Raja vince la sfida, Shangela viene salvata, mentre Stacy e Alexis sono le peggiori.
- L'eliminazione: Stacy e Alexis si esibiscono in playback sulle note della canzone Knock on Wood di Amii Stewart. Alexis viene dichiarata salva mentre Stacy viene eliminata dalla gara.

### Episodio 8 -Ru Ha Ha
- La mini sfida: le concorrenti dovranno "leggersi" a vicenda, ovvero dirsi reciprocamente qualcosa di cattivo ma in modo scherzoso e divertente. La vincitrice della sfida è Shangela.
- La sfida principale: le concorrenti dovranno realizzare un numero comico esibendosi dal vivo davanti a un pubblico. Avendo vinto la mini sfida Shangela deve scegliere l'ordine di esibizione delle concorrenti, che sarà: Raja, seguita da Carmen, Alexis, Shangela, Manila, Yara e Delta. Ogni concorrente riceve aiuto nella preparazione dell'esibizione da Rita Rudner. Giudici ospiti della puntata sono Rita Rudner, Billy B (sempre al posto di Santino Rice) e Arden Myrin.

I giudici hanno preferito le performance di Raja, Yara, Shangela e Carmen. Shangela è la migliore della settimana, Delta e Manila sono le peggiori e le altre sono salve.
- L'eliminazione: Delta e Manila si devono esibire in playback con la canzone MacArthur Park di Donna Summer. Manila viene dichiarata salva mentre Delta viene eliminata dalla competizione.

### Episodio 9 -Life, Liberty & the Pursuit of Style
- La mini sfida: le concorrenti devono personalizzare dei reggiseni neri utilizzando pietre artificiali per rendendoli fashion. Vince Manila.
- La sfida principale: le concorrenti devono girare un filmato di trenta secondi in cui dichiarano il loro amore per gli Stati Uniti. Questi filmati verranno mostrati ai militari oltreoceano. Ogni concorrente ha dieci minuti di tempo per registrare, tranne Manila che, avendo vinto la sfida, ha cinque minuti extra. Ogni concorrente decide di utilizzare una strategia diversa: Carmen vuole parlare seriamente, Raja vuole essere spiritosa, Manila decide di focalizzarsi sulla diversità del cibo americano, Shangela di essere la più divertente possibile. Per Yara e Alexis questa sfida è molto legata ai loro rapporti al di fuori della competizioni in quanto il padre di Yara è una riserva militare, mentre l'ex fidanzato di Alexis è un militare in missione all'estero.

I giudici ospiti della puntata sono Cheryl Tiegs e Johnny Weir. Il tema della sfilata è Drag Queen patriottiche in cui le concorrenti devono sfilare con un outfit in onore degli Stati Uniti. Yara e Carmen sono le peggiori della sfida, Alexis viene dichiarata la migliore, mentre le altre sono salve.
- L'eliminazione: Yara e Carmen si esibiscono in playback sulla versione spagnola della canzone Mickey  di Toni Basil. Al termine dell'esibizione RuPaul decide di non eliminare nessuna delle concorrenti. È la prima volta nella storia del programma che ciò accade.

### Episodio 10 -RuPaul-a-Palooza
- La mini sfida: le concorrenti giocano al gioco delle sedie, in cui tutte, a suon di musica, girano attorno a delle sedie che sono in numero inferiore di uno a quello delle concorrenti. Quando la musica si interrompe tutte devono sedersi e chi rimane senza posto deve continuare a cantare la canzone. Se la conosce può decidere chi eliminare, se sbaglia è eliminata. Manila vince la sfida.
- La sfida principale: Per la sfida principale le concorrenti devono registrare una versione della canzone di RuPaul Superstar adattata con sei diversi generi musicali. Avendo vinto la mini sfida Manila sceglie per prima e indica quale sarà l'ordine con cui le altre possono scegliere. L'assortimento è:

| Concorrente    | Genere musicale |
| -------------- | --------------- |
| Alexis Mateo   | Hip hop         |
| Carmen Carrera | Reggae          |
| Manila Luzon   | Disco music     |
| Raja           | Punk rock       |
| Shangela       | Country         |
| Yara Sofia     | Pop             |

Ogni concorrente si incontra con Lucian Piane, produttore di RuPaul, per registrare il singolo, ricevendo anche consigli e indicazioni sul pezzo da registrare. Sul palcoscenico principale i concorrenti devono eseguire il pezzo in playback indossando un outfit che rappresenti il genere musicale che hanno utilizzato per il singolo. Giudici ospiti sono Jeffrey Moran, responsabile pubblicitario per Absolut (che prende il posto di Santino Rice), Jody Watley e Carmen Electra. Raja viene dichiarata vincitrice della sfida, Shangela e Carmen sono invece dichiarate le peggiori, le altre continuano nella competizione.
- L'eliminazione: Shangela e Carmen si esibiscono in playback con la canzone Believe di Cher. Shangela si salva e continua nella competizione, mentre Carmen viene eliminata.

### Episodio 11 -RuPaul's Hair Extravaganza
- La mini sfida: le concorrenti devono realizzare un copricapo utilizzando solamente oggetti da spiaggia. RuPaul decide che il miglior copricapo è quello di Raja, che vince la mini sfida.
- La sfida principale: le concorrenti dovranno realizzare tre outfit differenti:
  - Un look classico proveniente da un'altra epoca;
  - Un look moderno da red carpet;
  - Un look fantasy realizzato interamente da parrucche.

Avendo vinto la mini sfida Raja ha cinque secondi per prendere prima delle altre concorrenti le parrucche di cui ha bisogno.
Giudici ospiti della puntata sono Wayne Brady e Fantasia Barrino. Raja, Yara e Manila ricevono principalmente critiche positive (ad eccezione del secondo look di Manila che viene criticato da Santino Rice). Alexis e Shangela sono quelle che ricevono maggiori critiche. Yara viene dichiarata vincitrice, Raja e Manila sono salve, mentre Alexis e Shangela sono le peggiori.
- L'eliminazione: Alexis e Shangela si devono esibire in playback con la canzone Even Angels di Fantasia Barrino. Shangela viene eliminata, mentre Alexis si salva. Dopo l'eliminazione RuPaul comunica che Michelle Visage, Santino Rice e Billy B dovranno decide quale dei concorrenti rimasti debba ritornare nella competizione per una seconda chance.

### Episodio 12 -Jocks in Frocks
- La mini sfida: Prima di annunciare la mini sfida, RuPaul fa entrare la concorrente che può rientrare nella competizione con una seconda chance: Carmen Carrera. Per la mini sfida le concorrenti giocano al Dunk Tank e chi ottiene più punti vince. Alexis Mateo vince la sfida con sedici punti
- La sfida principale: le concorrenti devono fare un makeover su degli sportivi eterosessuali, truccandoli e abbigliandoli come le loro "sorelle in drag". Avendo vinto la mini sfida Alexis decide gli accoppiamenti tra atleti e concorrenti. Tutte dovranno inoltre eseguire un numero di cheerleading.

| Concorrente    | Atleta | Nome da "sorella in Drag" |
| -------------- | ------ | ------------------------- |
| Raja           | Chris  | Enigma                    |
| Carmen Carrera | Chevy  | Lolita Cruz Carrera       |
| Manila Luzon   | Matt   | Fuchsia Luzon             |
| Yara Sofia     | Drew   | Drewlita Sofia            |
| Alexis Mateo   | Slava  | Avals Mateo               |

Giudici ospiti della puntata sono Margaret Cho, Sharon Osbourne e Mike Ruiz (che prende nuovamente il posto di Santino Rice). Raja e Carmen sono le peggiori della puntata e sono a rischio eliminazione. Yara e Alexis sono salve mentre Manila vince la sfida.
- L'eliminazione: Raja e Carmen si devono esibire in playback con la canzone Straight Up di Paula Abdul. Raja viene salvata e Carmen viene eliminata dalla competizione nuovamente.

### Episodio 13 -Make Dat Money
- La mini sfida: le concorrenti devono creare un prodotto drag da vendere sul "canale" RuVC (una parodia del canale di televendite QVC). La concorrente più convincente è Yara.
- La sfida principale: le concorrenti dovranno creare tre outfit: un costume da bagno, un vestito da cocktail e un vestito da sera che dovrà essere composto da un milione di "RuDollari" (finti dollari con l'immagine di RuPaul sopra). Inoltre le quattro concorrenti dovranno eseguire una coreografia sulle note della canzone Just Wanna Dance. Giudici ospiti della puntata sono: La Toya Jackson, Mike Ruiz (che prende il posto di Santino Rice) e Gigi Levangie Grazer. Dopo le critiche dei giudici RuPaul chiede alle concorrenti per quale motivo dovrebbero essere scelte come America's Next Drag Superstar. Yara e Alexis vengono dichiarate le peggiori, Manila è la vincitrice della sfida e accede alla finale, mentre Raja viene dichiarata salva e anche lei continua verso la finale.
- L'eliminazione: Yara e Alexis si devono esibire in playback con la canzone I Think About You di Patti LaBelle. Durante l'esibizione Yara ha un crollo nervoso, non prosegue nell'esibizione e inizia a piangere sul palco. In questo modo Alexis viene dichiarata salva e arriva in finale mentre Yara viene eliminata dalla competizione.

### Episodio 14 -RuPaul Rewind
In questo episodio speciale RuPaul mostra immagini e contenuti inediti relativi alla stagione. Raven, Jujubee (concorrenti della seconda edizione) e la vincitrice Tyra Sanchez appaiono nell'episodio per dare le loro opinioni circa il corso della terza stagione.

### Episodio 15 -Grand Finale
Michelle Visage annuncia alle concorrenti che la loro ultima sfida consiste nel comparire nel video musicale della canzone di RuPaul Champion che sarà diretto da Mathu Andersen. Inoltre ognuna delle concorrenti ha un momento con RuPaul, in cui parlano di loro e del motivo per cui dovrebbero vincere la competizione. In questa puntata non ci sono giudici ospiti, ma solo RuPaul, Michelle Visage e Santino Rice. Le tre finaliste vengono giudicate in base a tutto il percorso fatto durante questa ultima prova e sfilano per l'ultima volta nel loro outfit migliore. Dopo la passerella, RuPaul chiede alle singole concorrenti di fare critiche sia positive che negative alle altre. Dopo i giudizi, Alexis viene eliminata, lasciando Manila e Raja come finaliste. Le due devono esibirsi in playback sulle note di Champion. Al termine dell'esibizione RuPaul annuncia che la vincitrice è Raja.

### Episodio 16 -Reunited!
In questo episodio tutte le concorrenti si riuniscono insieme a RuPaul, Santino Rice, Michelle Visage e Billy per parlare della loro esperienza nello show: discutendo di quali siano stati i loro momenti migliori, delle sfide più difficili e delle scelte di stile effettuate durante lo show. Inoltre viene annunciata Miss Simpatia: Yara Sofia.